# چنبره‌ای (سرده)
چنبره‌ای (نام علمی: Spiranthes) نام یک سرده از تیره ثعلبیان است.